# Amanduskirche (Beihingen)

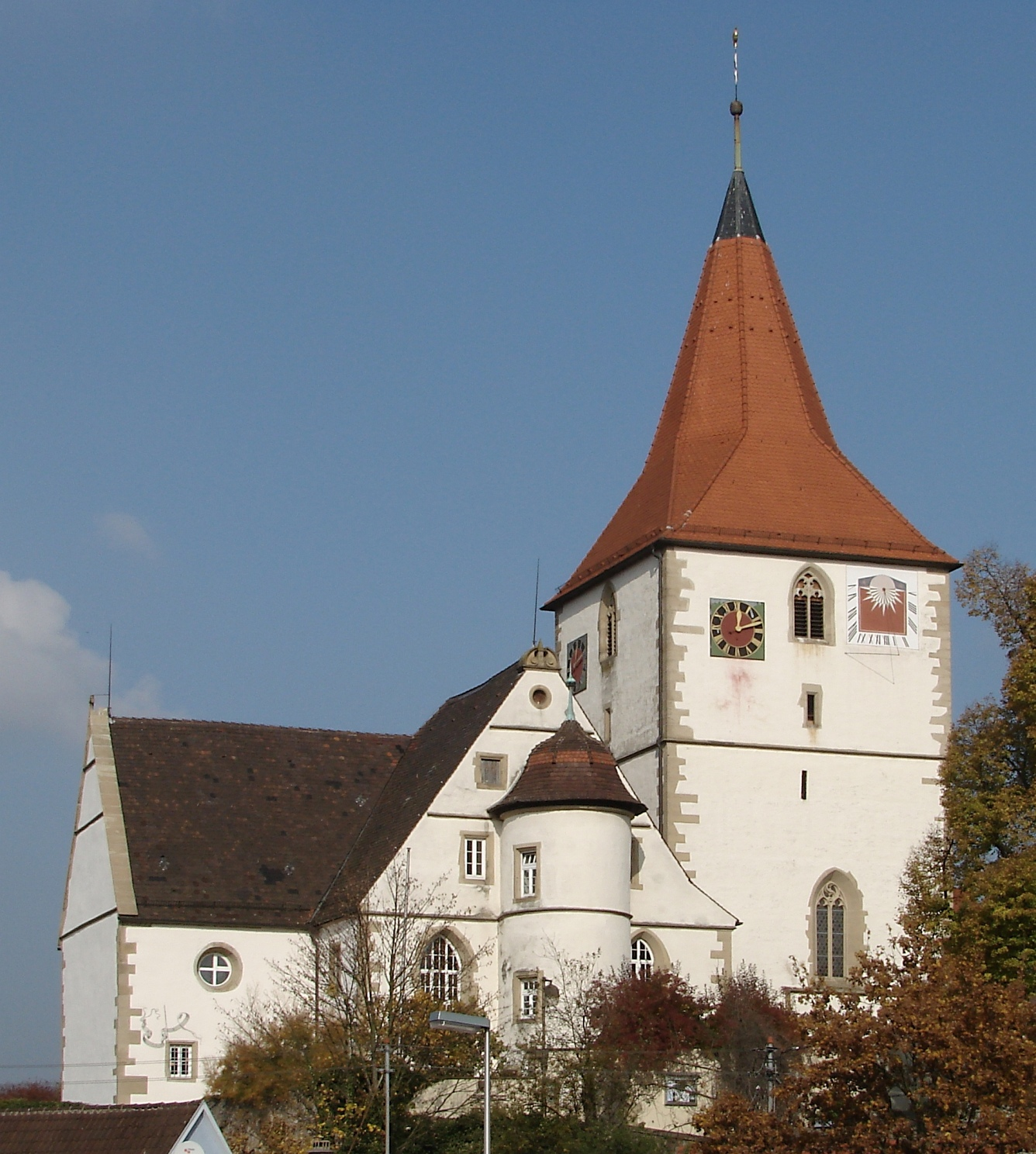
Amanduskirche

Die protestantische Amanduskirche in Beihingen, einem Ortsteil von Freiberg am Neckar, ist eine spätgotische ehemalige dörfliche Wehrkirche. Neben der Stiftskirche in Bad Urach ist sie die einzige Kirche dieses Namens in Baden-Württemberg.

## Geschichte

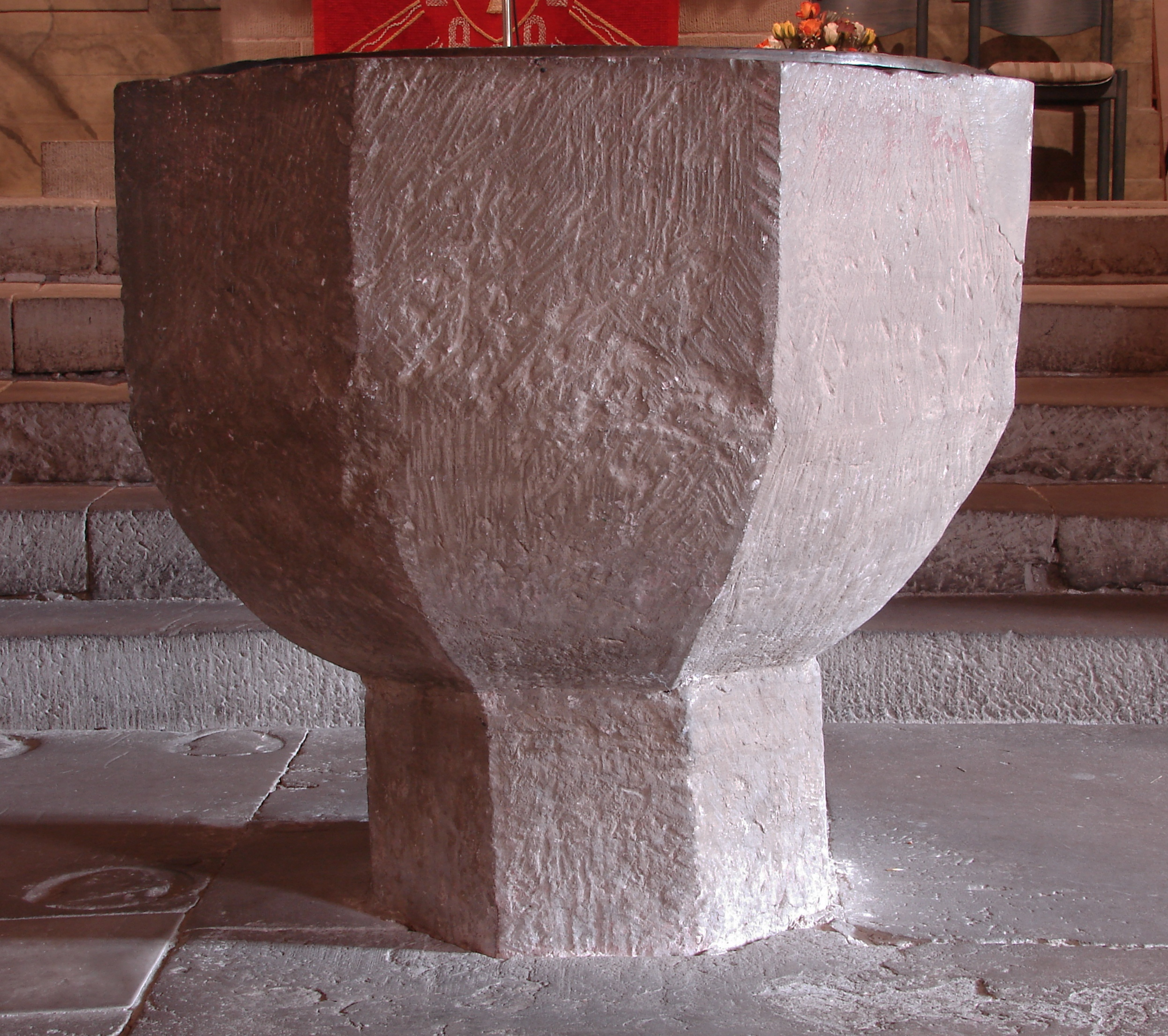
Mittelalterlicher Taufstein

### Mittelalter
Die älteste Erwähnung einer Kirche am selben Platz datiert von 844. Anlässlich einer Schenkung des Ingersheimer Grafen Adelold wird eine Kirche in villa Biginga erwähnt. Über das Patrozinium ist in dieser Urkunde nichts zu erfahren, doch wird höchstwahrscheinlich Amandus noch nicht Kirchenpatron gewesen sein. Vielmehr scheint es sich ursprünglich um eine Marienkirche gehandelt zu haben, denn 1338 im Pfälzer Kopialbuch und 1486 bei der Gründung der Sebastians- und Veitsbruderschaft in Beihingen wurde Maria als Patronin des Altars erwähnt.
Die Grundmauern des wuchtigen Chorturms stammen bereits aus der spätromanischen oder frühgotischen Zeit. Der Chor, der Chorturm mit seinen Schießscharten und der älteste Teil des Kirchenschiffes sind vermutlich nicht vor 1450 entstanden, trotz der frühgotischen Anmutung des Chorbogens. Die Stilepochen auf dem Lande sind oft verspätet gegenüber denen der kulturellen Hauptorte der Region. Der Ausbau der Kirche durch die Herren Nothaft von Hohenberg, die seit dem 14. Jahrhundert Besitz in Beihingen hatten, steht im Zusammenhang mit dem Ausbau von deren Burg in Beihingen um 1480. Laut Grundstein an der Südwand der Kirche wurde auf Veranlassung des von hier stammenden Mainzer Domherren Peter Nothaft im Jahre 1500 eine heute nicht mehr erhaltene Kapelle angebaut, vermutlich eine Gedächtniskapelle für seinen Vater Bernhard V. Nothaft († 1467) und seinen Bruder Werner VI. Nothaft († 1492), deren Grabmale in der Kirche erhalten blieben. Ebenfalls in der spätgotischen Zeit entstanden die Maßwerkfenster im Chor sowie der ausdrucksvolle Kruzifixus auf dem Altar.
In die Zeit dieser baulichen Umgestaltungen ab dem späten 15. Jahrhundert fällt vermutlich auch der Wechsel des Kirchenpatrons zu Amandus. Die Bauhütte von Peter von Koblenz hatte ab 1474 die Stiftskirche St. Amandus in Urach umgebaut und danach die Kirche in Heutingsheim. Einige der Steinmetzzeichen an der Beihinger Kirche lassen sich der Schule des Peter von Koblenz zuordnen. Direkte Bezüge zur Uracher Amanduskirche gibt es zwar keine, aber die zeitliche Abfolge und die Abhängigkeit der Baumeister deuten auf einen Zusammenhang hin.

### Reformationszeit
1534 kam Beihingen mehrheitlich an Ludwig von Freyberg († 1569). Zwar waren schon die Nothaft reformatorisch gesinnt gewesen und vollzog sich in Württemberg ab 1534 die Reformation, doch war der neue Patronatsherr Freyberg längere Zeit unschlüssig und behinderte auch ein Löwensteinischer Lehensanteil die unmittelbare Reformation der Kirche. Der erste namentlich bekannte reformatorische Pfarrer in Beihingen war Philipp Degen, der von 1551 bis 1558 in der Amanduskirche wirkte. Patronatsherr Ludwig von Freyberg bekannte sich zu dessen Verabschiedung 1558 zum neuen Glauben. Sein Grabmal ist in der Kirche erhalten. Bis 1570 war dem Pfarrer jedoch noch ein katholischer Löwensteinischer Kaplan beigestellt.

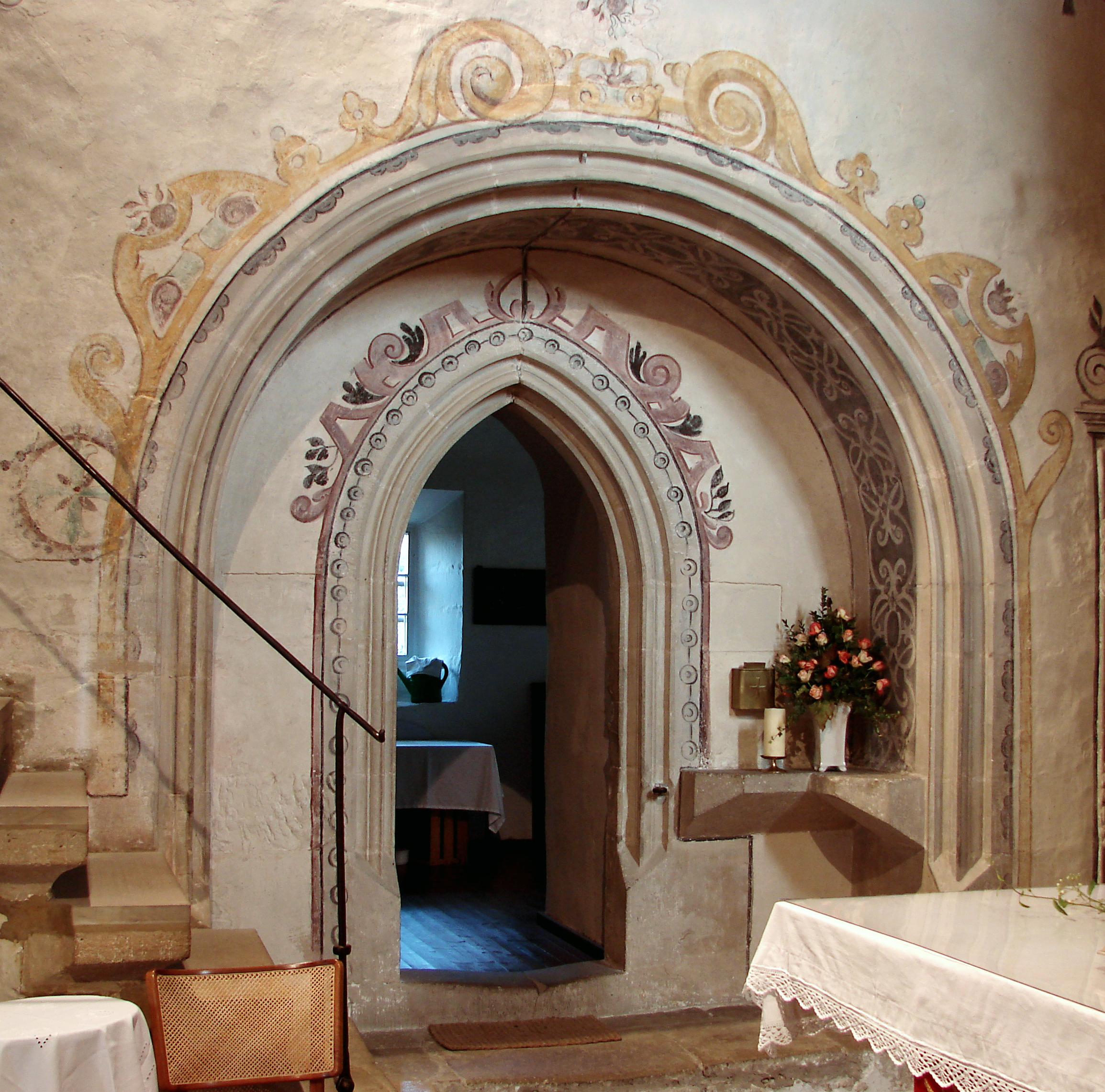
Eingang zur Sakristei mit Renaissance-Bemalung

Der Besitz an Beihingen und damit das Patronatsrecht und die Baulast an der Kirche kamen nach Ludwig von Freybergs Tod über mehrere Erbgänge an die Herren von Hallweil. Hans Jörg von Hallweil ließ 1583 das obere Turmgeschoss der Kirche erneuern, das dabei spätgotische Maßwerkfenster erhielt. 1590 wurde das auch heute noch genutzte Pfarrhaus hinter der Nordseite der Kirche erbaut und in diesem Zusammenhang wohl auch ein Portal an der Sakristei als Zugang vom Pfarrhaus her geschaffen. Unter Ludwig von Hallweil wurde 1596 der Chor in Gänze mit Wandbildern durch den Künstler Jörg Herzog aus Markgröningen ausgemalt. Auch das Schiff erhielt um diese Zeit seine Ausmalung. Pfarrer zu jener Zeit war Georg Ruckenbrodt, der sich öfters daneben benahm und von den Ortsherren 1596 aus Beihingen verjagt wurde.

### Pestepidemien und Erweiterungen um 1600
1597 und 1607 gab es Pestepidemien in Beihingen, denen 1607 auch Ruckenbrodts Nachfolger Ludwig Münster zum Opfer fiel. Der Kirchhof wurde wegen der zahlreichen Toten zu klein. Deshalb entstand 1610 der heute noch genutzte Friedhof im Osten der Kirche.

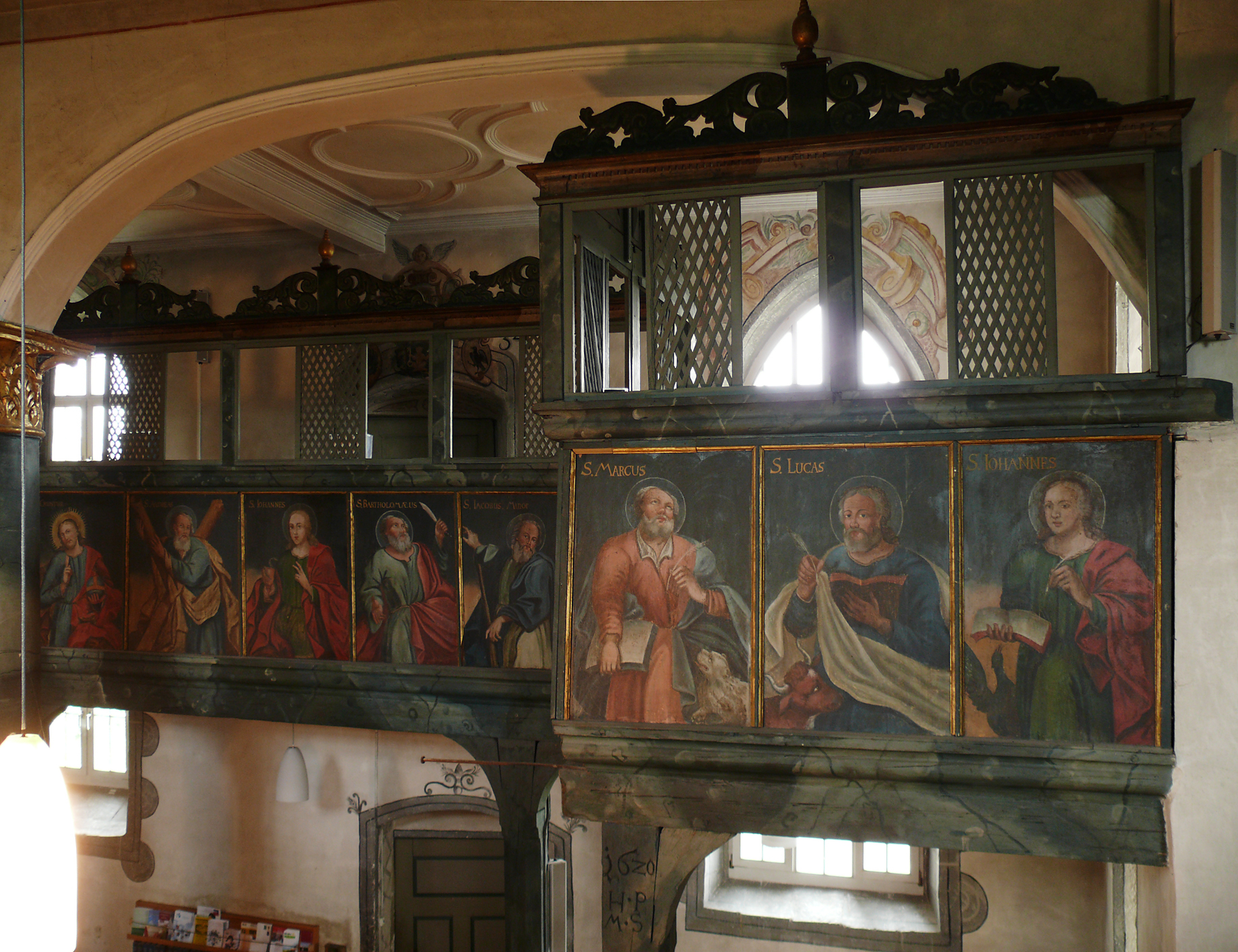
Ansicht des 1620 eingebauten „Fürstenstuhls“, die Bemalung stammt aus dem 18. Jahrhundert.

1620 wurde mangels Platz für die Kanzel und die zum Hören der Predigt nun neuerdings sitzende Gemeinde die im Langhaus nur schmale turmbreite Kirche nach Süden beträchtlich erweitert und dadurch ein Querhaus bis in den Dachfirst ausgebildet. Wegen des Geländes an der Südwestecke war keine Verbreiterung über die gesamte Länge der Südseite möglich. Zur Erschließung der Südempore mit dem Gestühl für die Beihinger Grundherren und des Dachgeschosses dient seither als Treppenaufgang der südliche Rundturm mit welscher Haube. Die Kirche erhielt dadurch im Wesentlichen ihre heutige bauliche Gestalt als Querkirche mit der Renaissancekanzel im Mittelpunkt der Dreiseitenempore. Der Altar wurde aus dem Turmchor in den verbreiterten Kirchenraum geholt. Außer für Epitaphe blieb fortan der alte Turmchor funktionslos.

### Dreißigjähriger Krieg und 17. Jahrhundert
Im Dreißigjährigen Krieg hatten die Gläubigen und Patronatsherren sehr zu leiden. 1625 brach wieder einmal eine Seuche aus, im weiteren Verlauf des Dreißigjährigen Krieges gab es manches Hungerjahr. Viele Angehörige der Ortsherrschaft starben. Der 1630 verstorbene Ludwig von Hallweil wurde zwar im Chor der Kirche bestattet, für ein Grabmal war aber in den Notzeiten wohl keine Gelegenheit. Für die 18-jährige Elisabeth von Hallweil, die 1633 starb, hat sich ein Epitaph über dem westlichen Emporenaufgang erhalten. Nach dem Einfall der kaiserlichen Truppen 1634 starben viele Bewohner Beihingens auf der Flucht, darunter auch Pfarrer Kromppein. 1640 gab es mit Daniel Meyer wieder einen Pfarrer, doch auch dieser starb auf der Flucht, und zwar 1643 nach Marbach.
Nach Ende des Dreißigjährigen Krieges kamen das kirchliche und das dörfliche Leben zunächst rasch wieder in Gang, da die Kirche und das Pfarrhaus wie auch das Beihinger Schloss den Krieg ohne schwere Schäden überstanden hatten. Ortsherr zu jener Zeit war Friedrich Georg von Hallweil, der sich jedoch bald in Streitigkeiten mit den örtlichen Pfarrern verlor, wobei es sogar zu Handgreiflichkeiten kam. Der Streit gipfelte darin, das Hallweil den Untertanen bei Strafe verbot, die Predigt zu besuchen, während der Pfarrer den Ortsherren exkommunizierte. Erst nach Friedrich Georg von Hallweils Tod 1671 normalisierten sich die Verhältnisse. Der Verstorbene wurde zwar in der Kirche bestattet, erhielt aber kein Grabmal.
Als im Pfälzischen Erbfolgekrieg französische Truppen 1693 marodierend durch Württemberg zogen, wurden der Ort und die Kirche schwer in Mitleidenschaft gezogen. Kanzel und Gestühl waren verbrannt, Türen, Fenster und Glocken gestohlen, die Turmuhr zerstört. Pfarrer Göppel war verschwunden. Weil die Kirche in so schlechtem Zustand war, wurden die Gottesdienste zeitweilig in der Ratsstube abgehalten. Die Gottesdienste versah Pfarrer David Flattich aus Heutingsheim. Er war ein Onkel von Johann Friedrich Flattich und ließ sich 1696 vollends nach Beihingen versetzen.
In der nachfolgenden Zeit wurde die Kirche wiederhergestellt. 1699 entstand der Schalldeckel, anschließend, nach Ludwigsburger Vorbildern aus dieser Zeit, die Kanzel darunter. Im selben Jahr wurde erstmals eine Orgel in die Kirche eingebaut. Das Südschiff erhielt 1703 seine Stuckdecke. 1706 wurden die Glocken ersetzt.

### 18. und 19. Jahrhundert
Nach dem Tod von Ludwig Friedrich von Hallweil 1710 kam Beihingen mehrheitlich an die Freiherren von Gemmingen-Hornberg, denen der Gemeindefrieden und der Unterhalt der Kirche besondere Anliegen waren. Ludwig von Gemmingen (1694–1771) einigte sich 1740 mit den Herren von Schertlin in der seit längerem immer wieder strittigen Frage des Präsentationsrechts, indem man künftig die vom württembergischen Konsistorium vorgeschlagenen Pfarrer vorbehaltlos akzeptierte. Ludwig von Gemmingen ließ außerdem zahlreiche Bau- und Verschönerungsmaßnahmen in der Kirche durchführen. 1737 machte die gestiegene Einwohnerzahl der Gemeinde einen weiteren Ausbau erforderlich, woraufhin die große hölzerne Nordempore für die Männer der Gemeinde mit einem eigens dafür geschaffenen Außenaufgang samt steinernem Portal errichtet wurde. 1747 erhielt die Kirche eine neue Turmuhr. Ab 1752 erfolgte eine umfangreiche Renovierung im Rokoko-Stil: Die gotische Decke, die Fenster- und Türleibungen und der Pfarrstuhl wurden mit Bandelwerk bemalt. Derselbe Künstler, Hans Stiegler, malte auch die Ölbilder an den Emporenbrüstungen. 1763 wurde das Geläut erneuert. 1766 erhielt die Kirche eine neue Orgel, deren Prospekt bis heute erhalten geblieben ist. Neben dem 1771 gestorbenen Ludwig von Gemmingen wurden noch einige seiner Angehörigen in der Kirche begraben, bevor die Bestattungen in der Kirche 1798 endeten.
Nach der Neuordnung des deutschen Südwestens in Folge der napoleonischen Kriege kam ganz Beihingen an Württemberg. Die Freiherren von Gemmingen beanspruchten bis zur Mitte des 19. Jahrhunderts jedoch weiterhin Mitsprache beim Patronatsrecht. Pfarrer von 1822 bis 1844 war Karl Friedrich Amandus Dörner, der in mehrjähriger Arbeit eine ausführliche Geschichte der Pfarrei, des Ortes und der Herrschaft verfasste. Ansonsten wurde die Kirche im 19. Jahrhundert und frühen 20. Jahrhundert ohne besondere Vorkommnisse, aber auch ohne große Unterhaltungsmaßnahmen jahrzehntelang als Dorfkirche genutzt. 1869 wurde eine neue Glocke bei Bachert gegossen. 1894 gab es einen neuen Außenanstrich, 1898 wurde das Orgelwerk erneuert und ein neuer Altartisch gesetzt, 1902 wurde das Dach ausgebessert. 1912 erhielt die Kirche einen einfachen weißen Innenanstrich, der spätestens jetzt alle bis dato noch sichtbaren historischen Wandmalereien abdeckte.

### Sanierungsbedarf und Erneuerung ab 1900

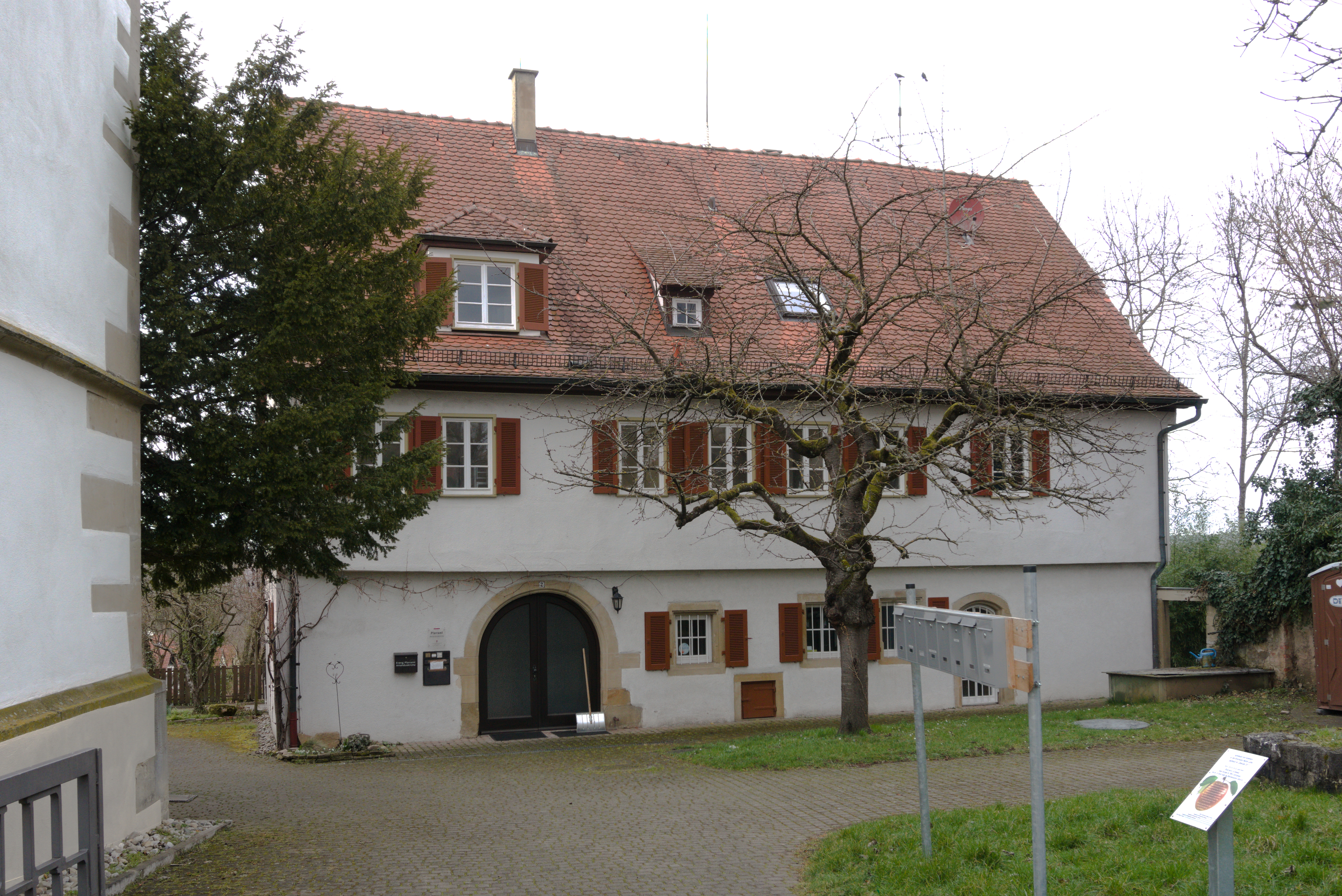
Pfarrhaus von 1590, saniert 1914

Die lange Nutzung der Kirche ohne umfassende Renovierungen führte dazu, dass ein württembergischer Regierungsrat sie 1913 als die vernachlässigste, heruntergekommenste [Kirche] im ganzen Oberamt bezeichnete. Eine umfassende Sanierung wurde danach zwar geplant, aber der Erste Weltkrieg ließ die Pläne dazu unverwirklicht bleiben. Nur das Pfarrhaus wurde 1914 saniert. Die größte und die kleinste der Glocken mussten 1917 zu Rüstungszwecken abgeliefert werden, Ersatzglocken konnte man sich erst 1925 wieder leisten. 1931 erhielt die Kirche elektrische Beleuchtung. 1938 wurde eine neue Turmuhr beschafft. Im Zweiten Weltkrieg mussten 1942 die größere und die mittlere der drei Glocken abgeliefert werden. Den Zweiten Weltkrieg überdauerte die Kirche ansonsten ohne größere Schäden. Gleichwohl war sie immer noch in desolatem Zustand, da die bereits 1913 geplante Generalsanierung nun schon Jahrzehnte überfällig war.
Nach dem Zweiten Weltkrieg widmete man sich zunächst der Wiederbeschaffung von Kirchenglocken, die 1953 geweiht werden konnten. Danach schloss sich eine Erneuerung der maroden Dächer auf Schiff und Turm an und ab 1958 auch eine grundlegende Restaurierung des Kircheninneren. Bei dieser Gelegenheit wurden im Mittelalter und um 1600 entstandene und später übertünchte Ausmalungen entdeckt. Zum großen Teil konnten sie in den darauf folgenden Jahren wiederhergestellt werden. Der zu kleine Altar vor der Orgel wurde 1960 durch einen steinernen Altartisch ersetzt; auf ihm fand das gotische Kruzifix seinen Platz. 1981 wurde, unter Beibehaltung des Gehäuses von 1766, der Klangkörper der Orgel erneuert.

## Bau

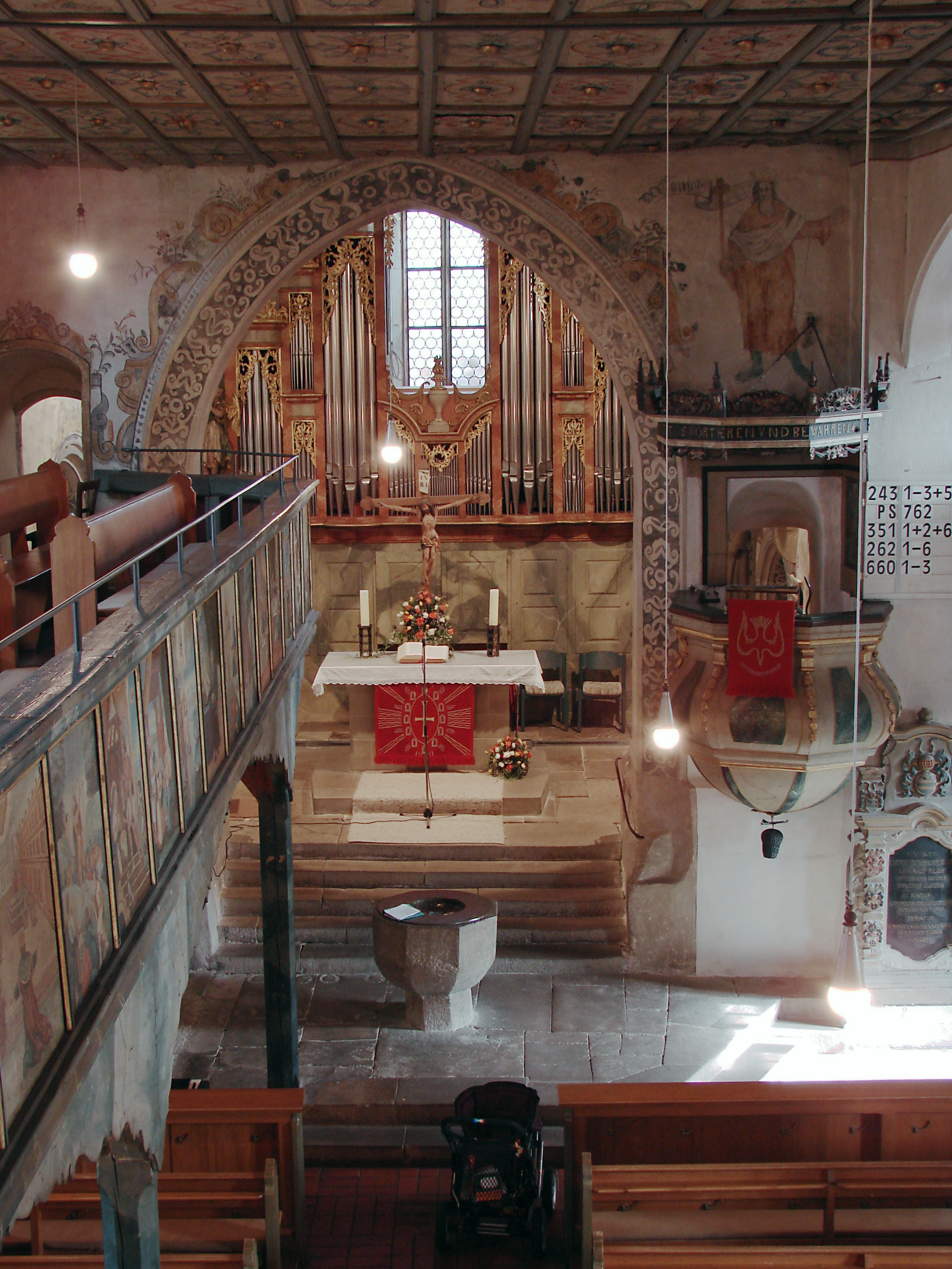
Blick vom hinteren Teil der Empore durch Hauptschiff und Chor

Durch die verschiedenen Erweiterungen und Einbauten wirkt die Kirche verwinkelt, lebhaft und kontrastreich. Der massige, strenge gotische Chorturm steht in eigentümlichem Kontrast zum Kirchenhaus, das mit seinem angebauten südlichen Schiff und noch mehr durch den daran sich anschließenden halbrunden Treppenhaus-Anbau eher den heiteren Eindruck eines Renaissance-Palais vermittelt. Dennoch wirkt der Gesamtbau in sich harmonisch. Zierelemente, die sich an den verschiedenen Gebäudeteilen wiederholen, beispielsweise die Gestaltung der Fenster, der Sichtsteine an den Gebäudekanten, sowie rundum laufende Stockwerksabsätze verdeutlichen, dass es sich um ein zusammengehörendes Ganzes handelt. Die hellweiße Außenfarbe sowie seine exponierte Lage tun ein Übriges, um den Bau hervorzuheben und gleichzeitig einen ganzheitlichen Eindruck zu vermitteln.
Im Inneren fallen beim Eintreten als erstes die im Verhältnis zur Raumgröße außergewöhnlich großen Emporen auf. Es entsteht fast der Eindruck eines zweiten Raumgeschosses. Im Gegensatz dazu ist der Chor ein klassischer Turmchor, wie man ihn in vielen Kirchen in Süddeutschland findet. Ein im Vergleich zur Breite des Schiffs deutlich schmalerer gotischer Chorbogen trennt den Chor vom Hauptschiff. Auch das südliche Seitenschiff ist deutlich vom übrigen Raum abgetrennt. Eine runde, mit farbigem Gips verputzte Säule zwischen zwei großen Rundbögen trägt die Deckenlast zwischen Haupt- und Seitenschiff. Die Sicht zum Chor und damit zum Altar ist auf einigen Plätzen im Seitenschiff behindert.
Von fast allen Plätzen aus sehr gut zu sehen ist die reich verzierte barocke Predigtkanzel mit ihrem Schalldeckel.

## Ausmalung
An der Westwand der Kirche fällt ein großes, buntes mittelalterliches Fresko auf, das eine Auferstehungsszene zeigt. Es wurde bei der Restaurierung 1958 aufgedeckt. An einigen alten Teilen der Wände des Kirchenschiffs, die noch aus der Zeit vor der Erweiterung der Kirche von 1620 stammen, hat sich der Rest eines Prophetenzyklus erhalten, zu dem auch die vollständig erhaltene Königsgestalt über der Kanzel zählt.
Die Grundbemalung der Kassettendecke sowie der beiden Querbalken stammt ebenfalls aus dem Mittelalter. Sie ist unter Hans Stieglers Bandelwerk-Übermalung aus dem Rokoko noch erkennbar. Anlässlich dieser Ausmalung wurde auch die Verzierung mit goldenen Halbkugeln in die Felder der Decke eingebracht.
Auffälligstes Ergebnis dieser Verschönerung sind jedoch Stieglers Ölbilder, die die gesamte Länge der Emporenbrüstungen bedecken. Sie zeigen auf der Adelsempore im Süden Christus, die 12 Apostel und die vier Evangelisten. Auf der Männerempore wird fortlaufend von der West- zur Nordseite die biblische Geschichte von der Erschaffung der Welt bis zum jüngsten Gericht sowie die Dreieinigkeit dargestellt.
Die Renaissance-Ausmalung von Jörg Herzog im Chor zeigt über dem Sakristei-Eingang die Erschaffung des Menschen im Paradies sowie die Geschichte von Kain und Abel. Links des östlichen Chorfensters ist Moses mit den 10 Geboten zu sehen, rechts des Fensters sein Bruder Aaron. Die Darstellung der Erschaffung der Welt chorseitig über dem Chorbogen war wegen früherer Arbeiten nicht mehr restaurierbar. An der Westwand schuf Herzog eine Inschriftenkartusche, in der in unbeholfenem Latein über die Vertreibung des wegen ungebührlichen Verhaltens in Ungnade gefallenen Pfarrers Georg Ruckenbrodt 1596 berichtet wird.

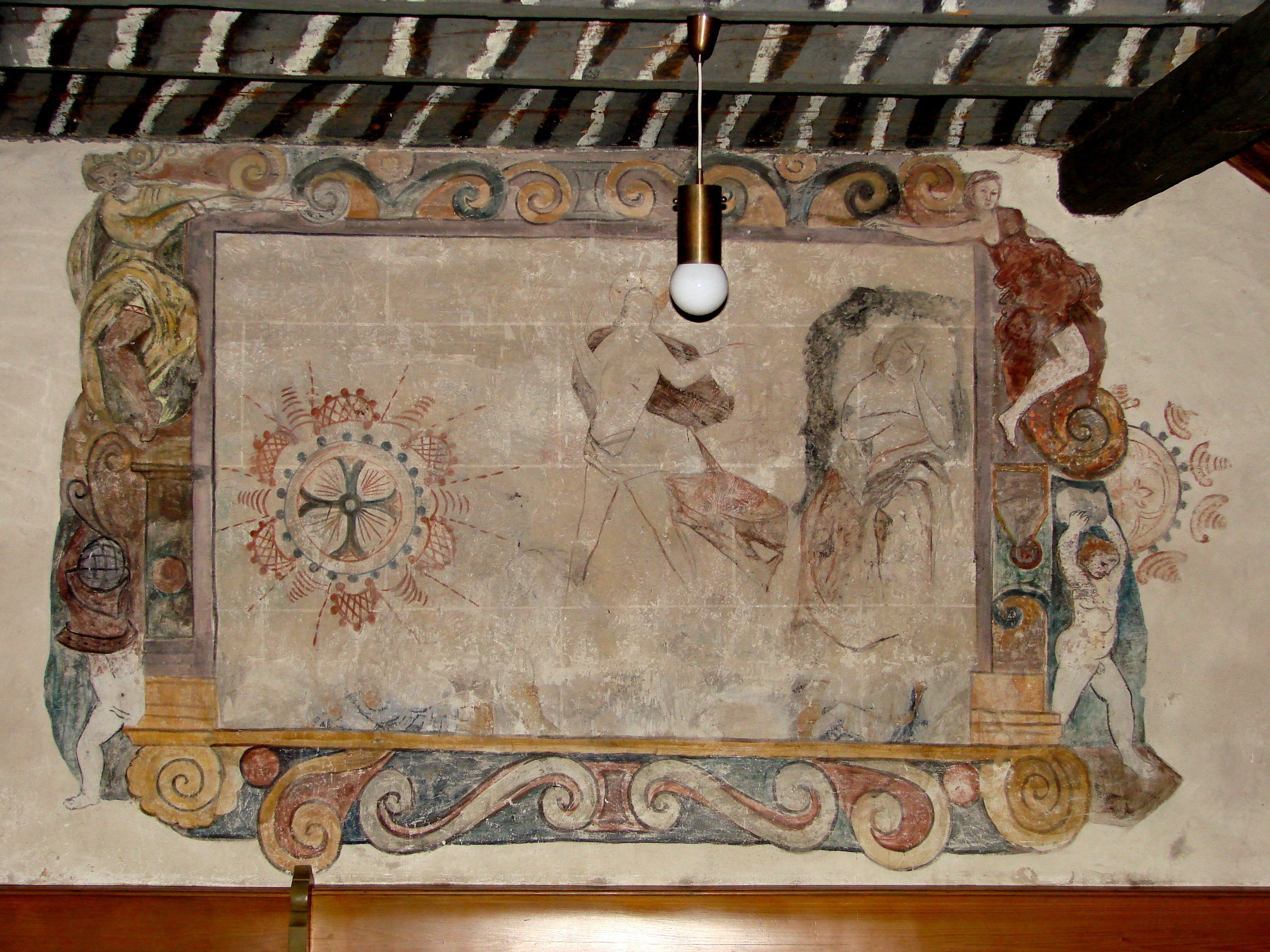
Mittelalterliches Fresko an der Westwand
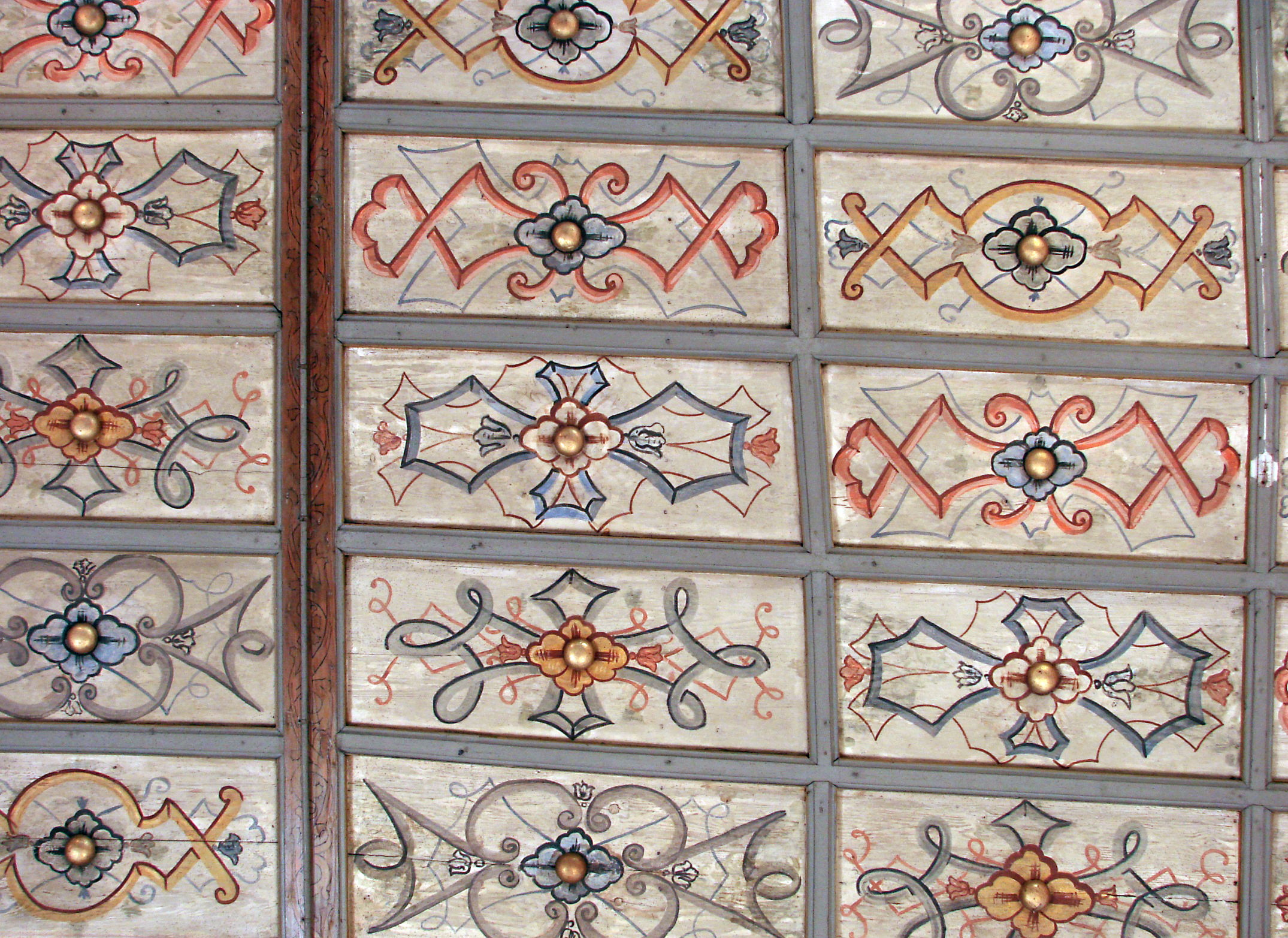
Kassettendecke über dem Kirchenschiff
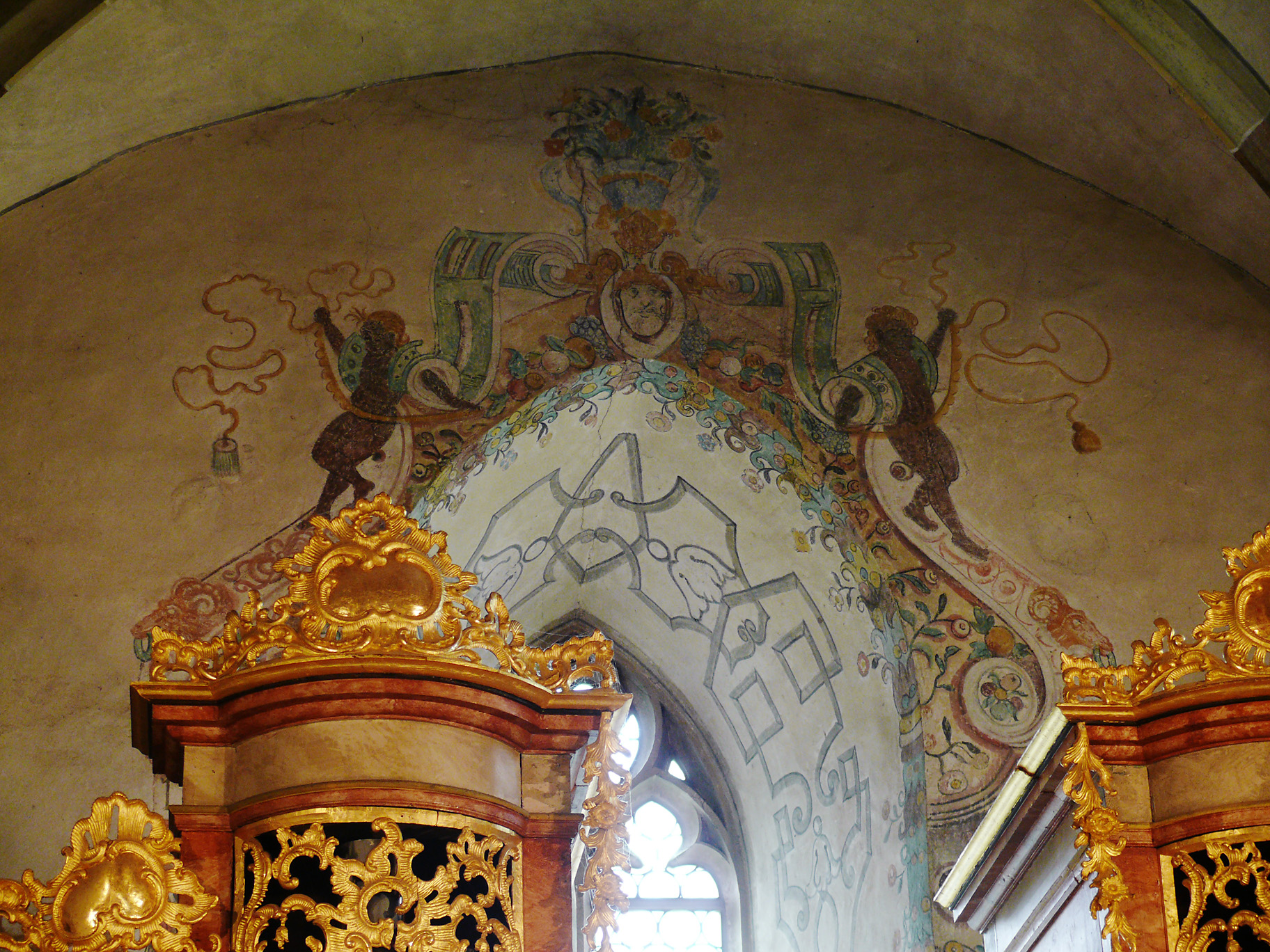
Renaissancemalerei und Bandelwerk am Ostfenster des Chors
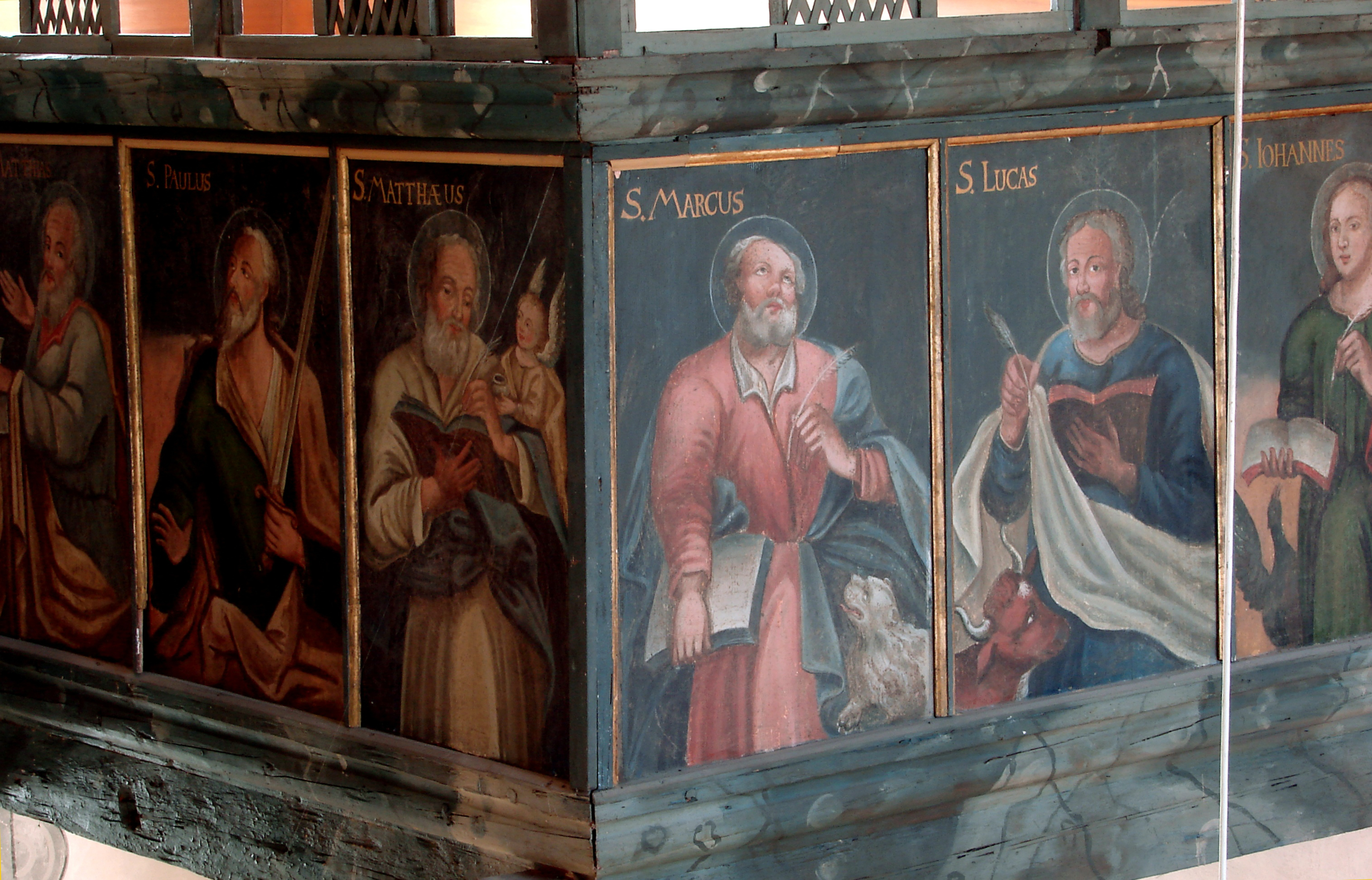
Detail der Südempore: die Evangelisten
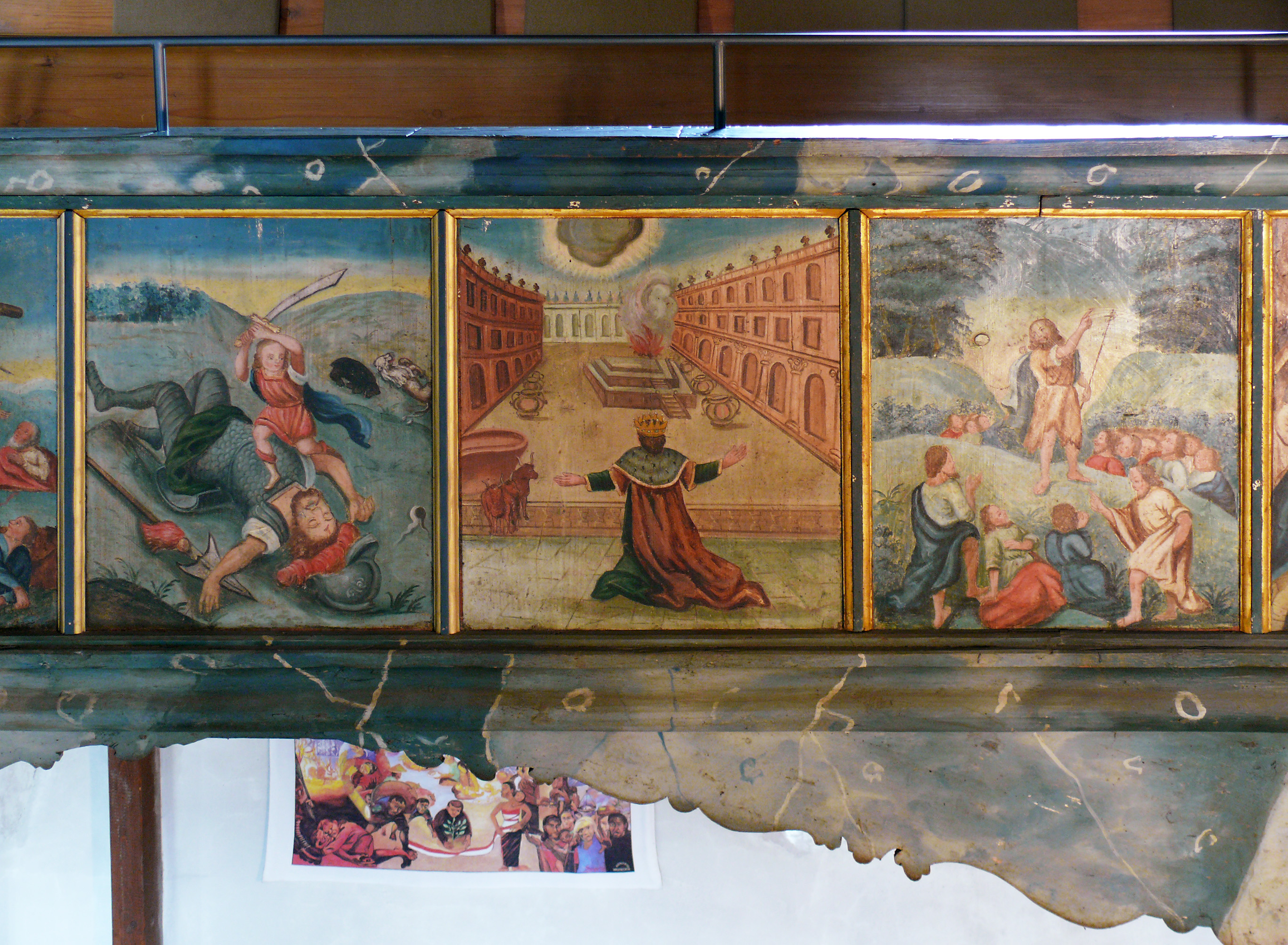
Detail der Nordempore: David tötet Goliath, König Salomo
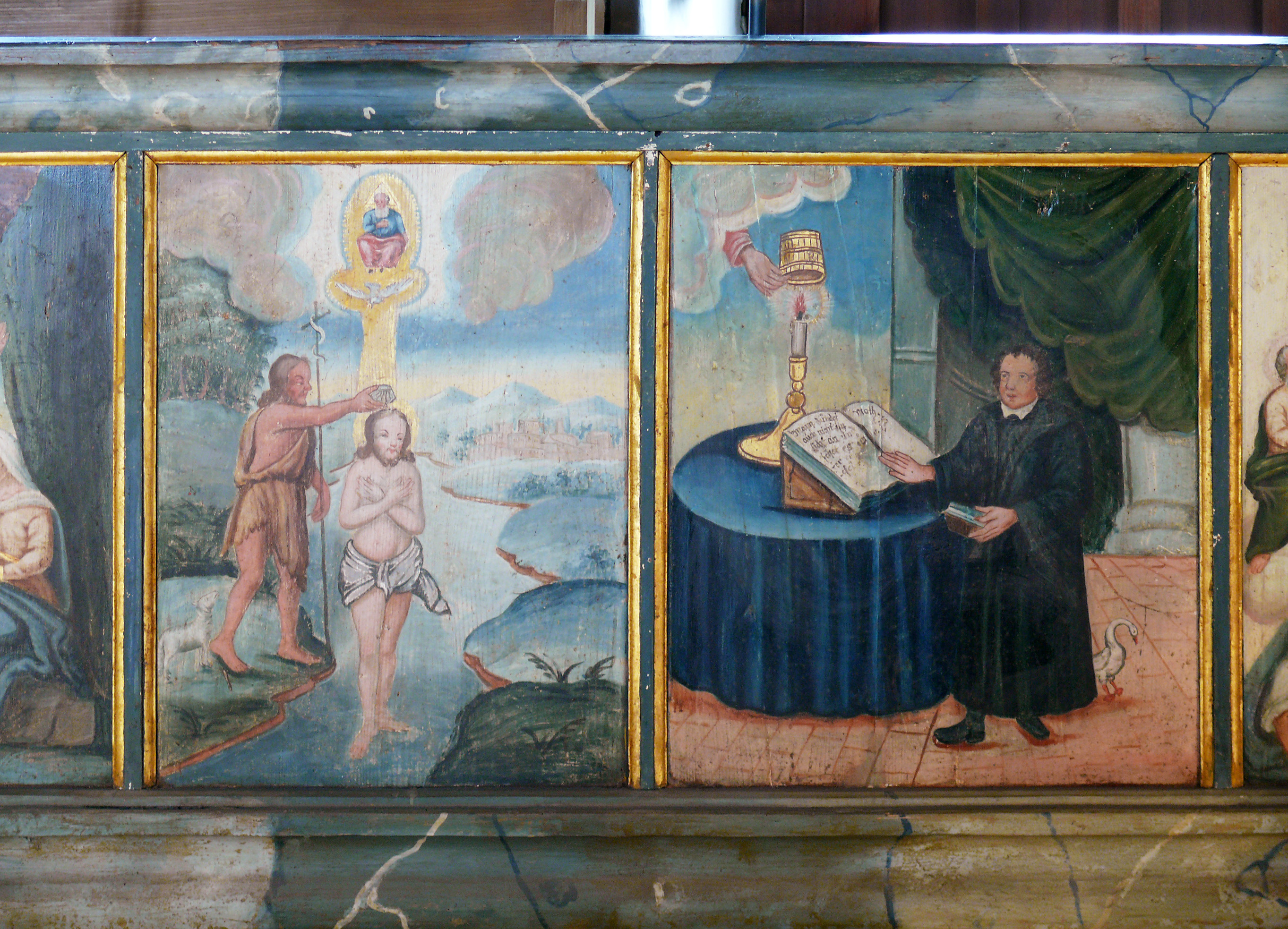
Detail der Nordempore: Taufe Jesu; Martin Luther mit dem Schwan dem Attribut Luthers
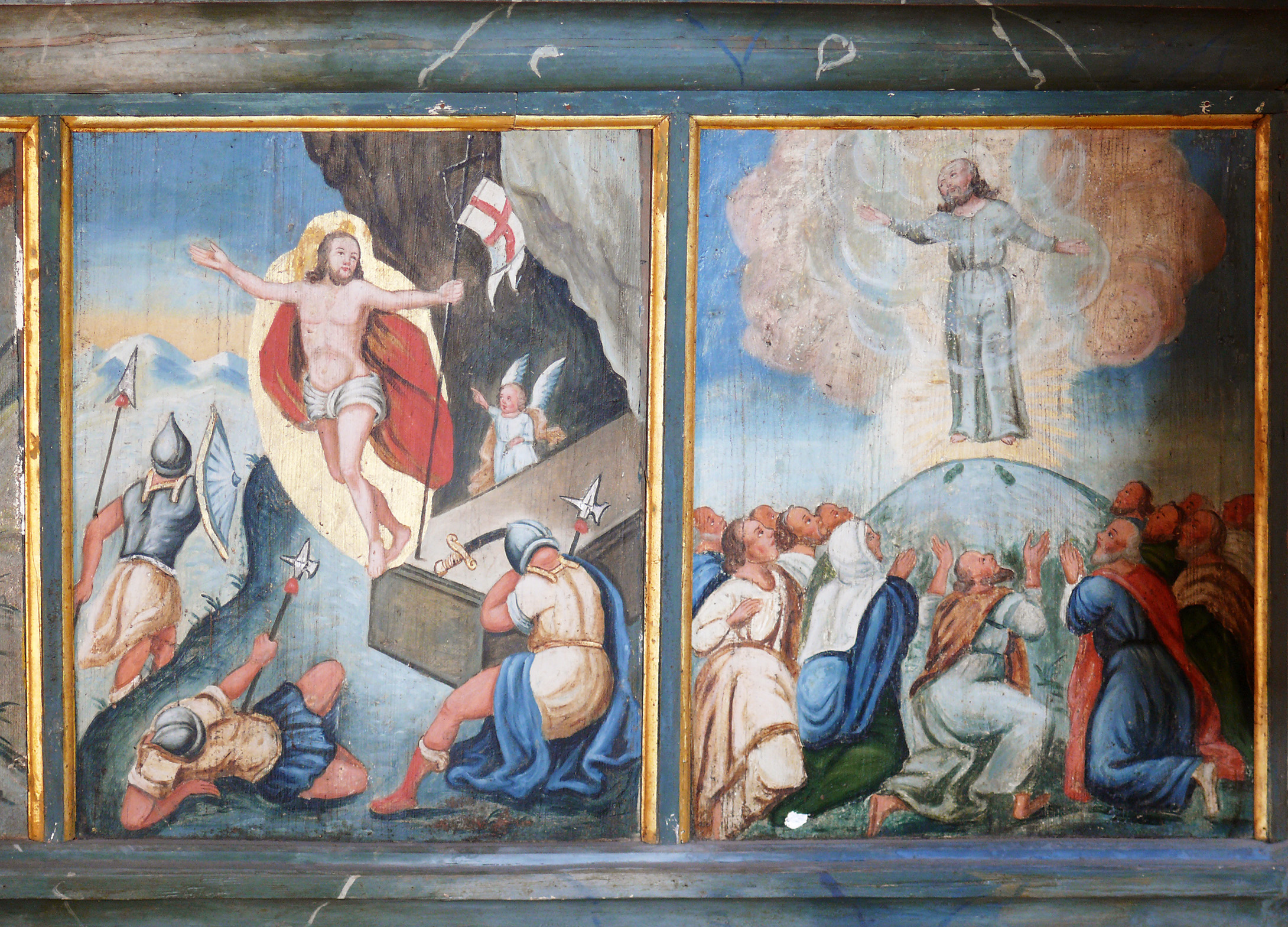
Detail der Nordempore: Auferstehung und Himmelfahrt (beachte die zurückgelassenen Schuhe)
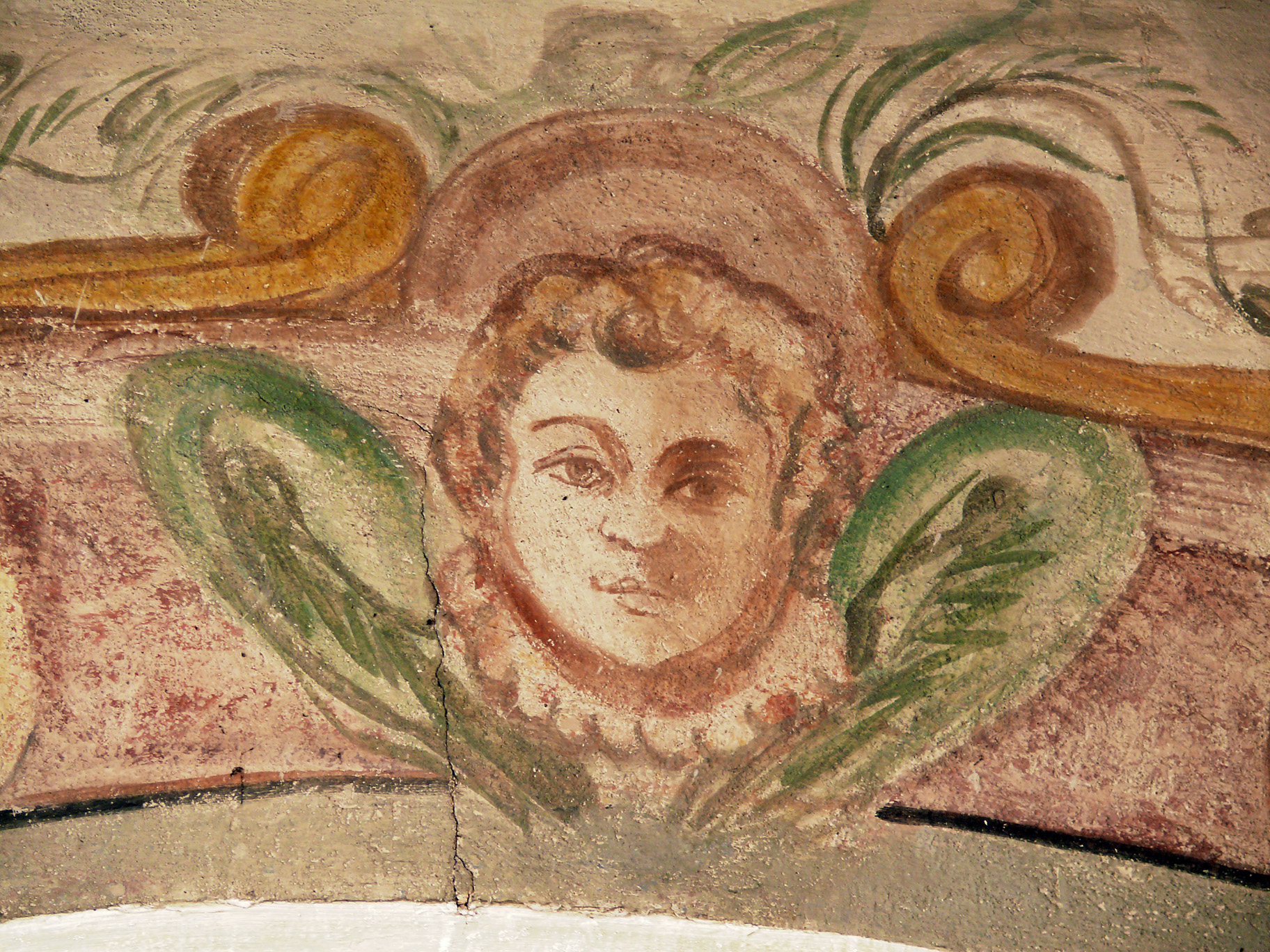
Putto, Wandmalerei am Durchgang zum Treppenturm

## Orgel

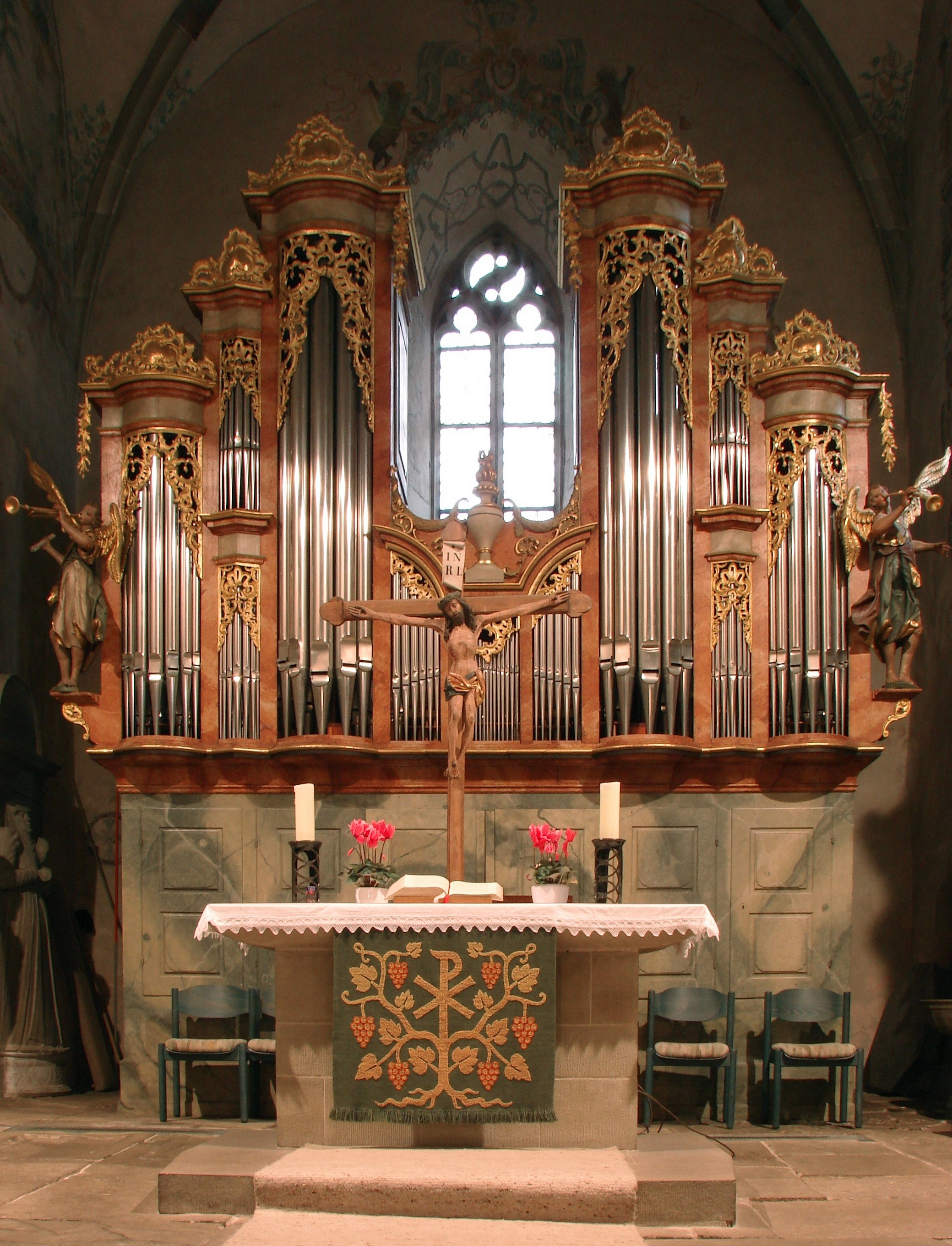
Orgel

Die 1766 eingeweihte Orgel stammt von dem Orgelbaumeister Johannes Weinmar aus Bondorf. Sie ist geschmückt mit den Figuren musizierender Engel sowie mit reichlich vergoldetem Rankenwerk. Ursprünglich stand sie auf einer eigens angefertigten Empore. Letztere entfiel aber bei einer Renovierung der Orgel im Jahr 1898. Bei jener Renovierung wurde auch das Klangwerk durch ein dem damaligen Zeitgeschmack entsprechendes ersetzt. Bei der zweiten Renovierung 1981 durch Peter Plum wurde wiederum ein neues Klangwerk eingesetzt, das dem ursprünglichen barocken Vorbild möglichst nahekommen soll.
Die Orgel verfügt über insgesamt 21 Register, verteilt auf Hauptwerk, Positiv und Pedal und ist hinter dem Altar aufgestellt.

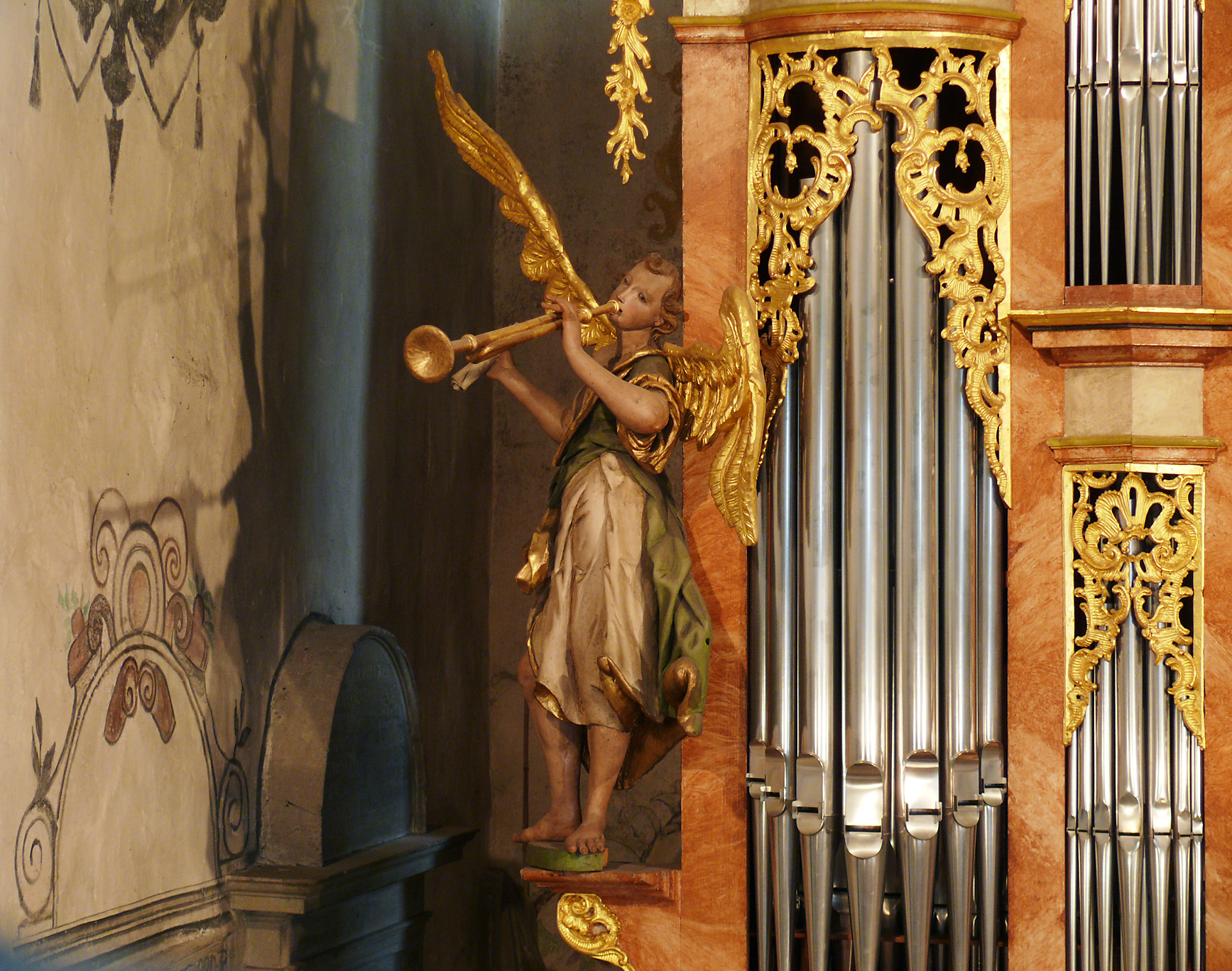
Musizierender Engel links
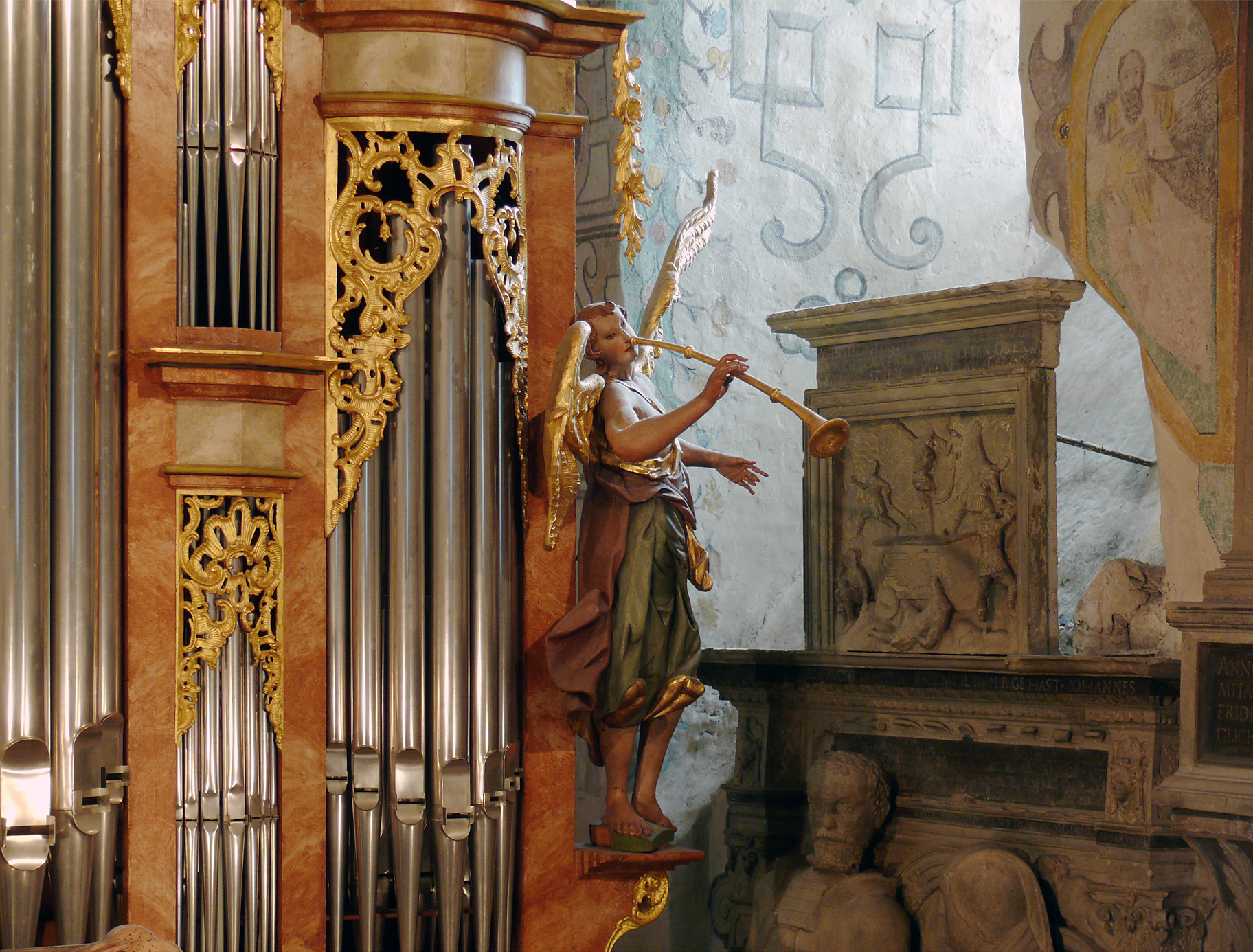
Rechte Seite mit Engelsfigur

## Grabmäler und Epitaphien
Die Amanduskirche diente nicht nur als Dorfkirche, sondern auch als Repräsentationsort und Grablege der örtlichen Herrscherhäuser. Davon zeugen an der südlichen Ostwand die beiden Grabmäler von Bernhard († 1467) und Werner († 1492) Nothaft, beide Angehörige der Ritterfamilie Nothaft. Daneben befindet sich, die ganze Höhe der Wand einnehmend, das farbenprächtige und reich verzierte Rokoko-Grabmal von Ludwig von Gemmingen (1694–1771). Außerdem wurden auch dessen zehnjähriger Sohn Eberhard und die zweijährige Tochter Albertina seines Sohnes Ernst dort bestattet. Die Beisetzung von Albertina von Gemmingen 1798 war die letzte Bestattung in der Kirche.
Im Chor finden sich eine ganze Reihe von teils wegen der bildhauerischen Gestaltung, teils wegen der Farbgebung beachtlichen Grabstätten und Epitaphien. Sie erinnern an Mitglieder der Adelsfamilien Hallweil, Freyberg, Stammheim, Sachsenheim und Breitenbach aus der Renaissancezeit. Die zugemauerte Grablege dieser Familien befindet sich unter dem Chor.

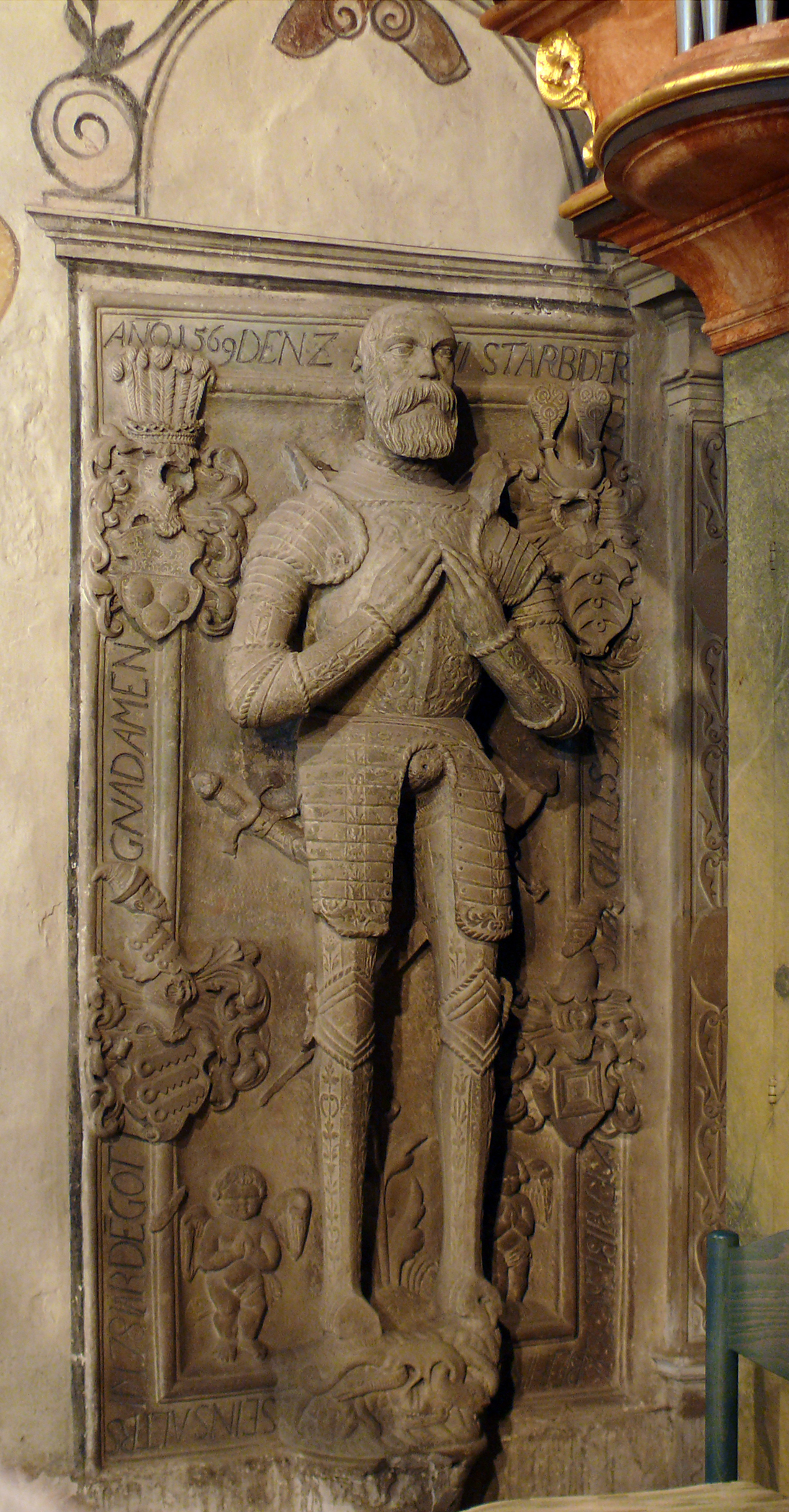
Grabmal Ludwig von Freyberg († 1569)
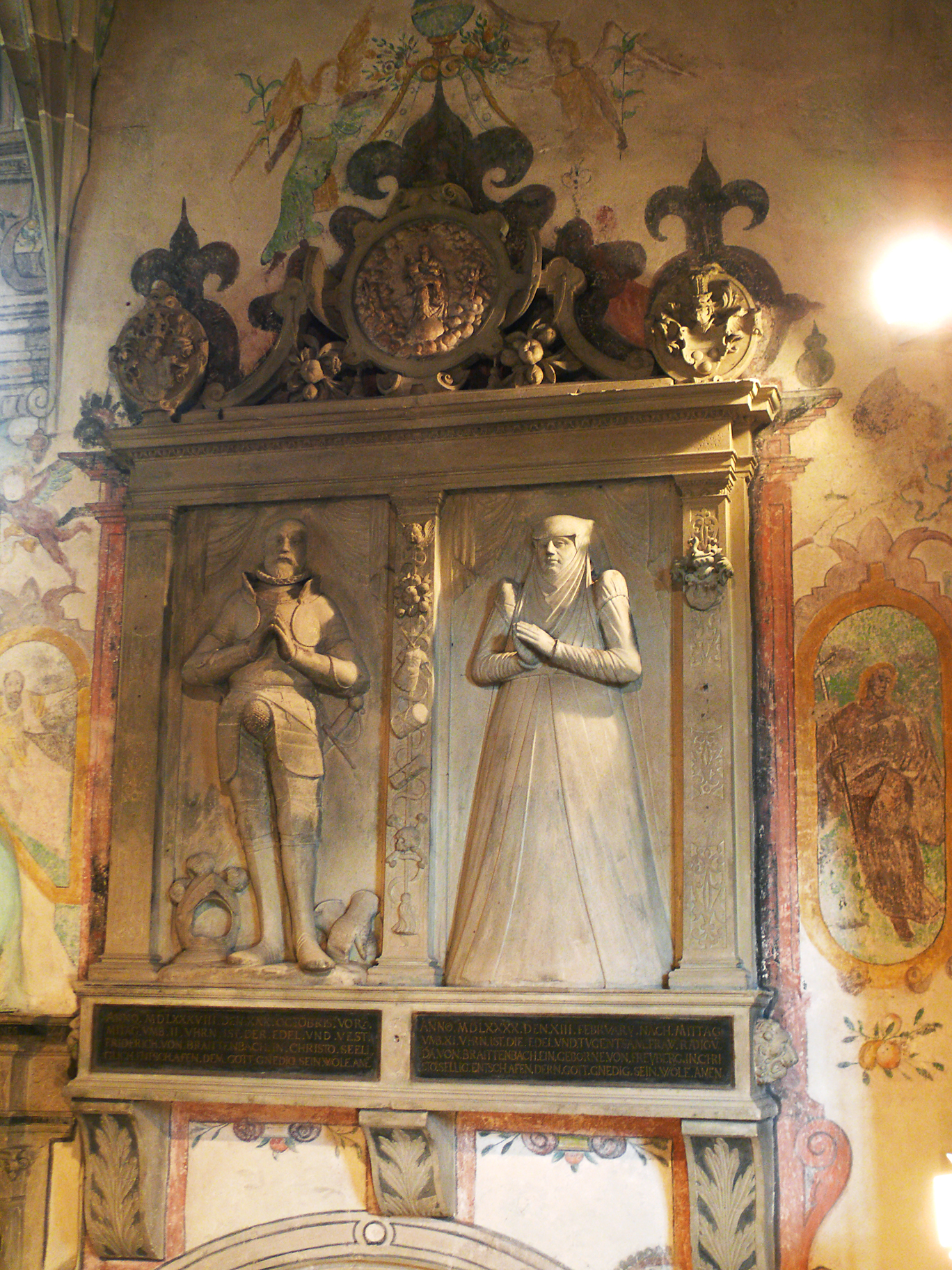
Grabmal Friedrich von Breitenbach († 1588) und Ehefrau Radigunda geb. von Freyberg
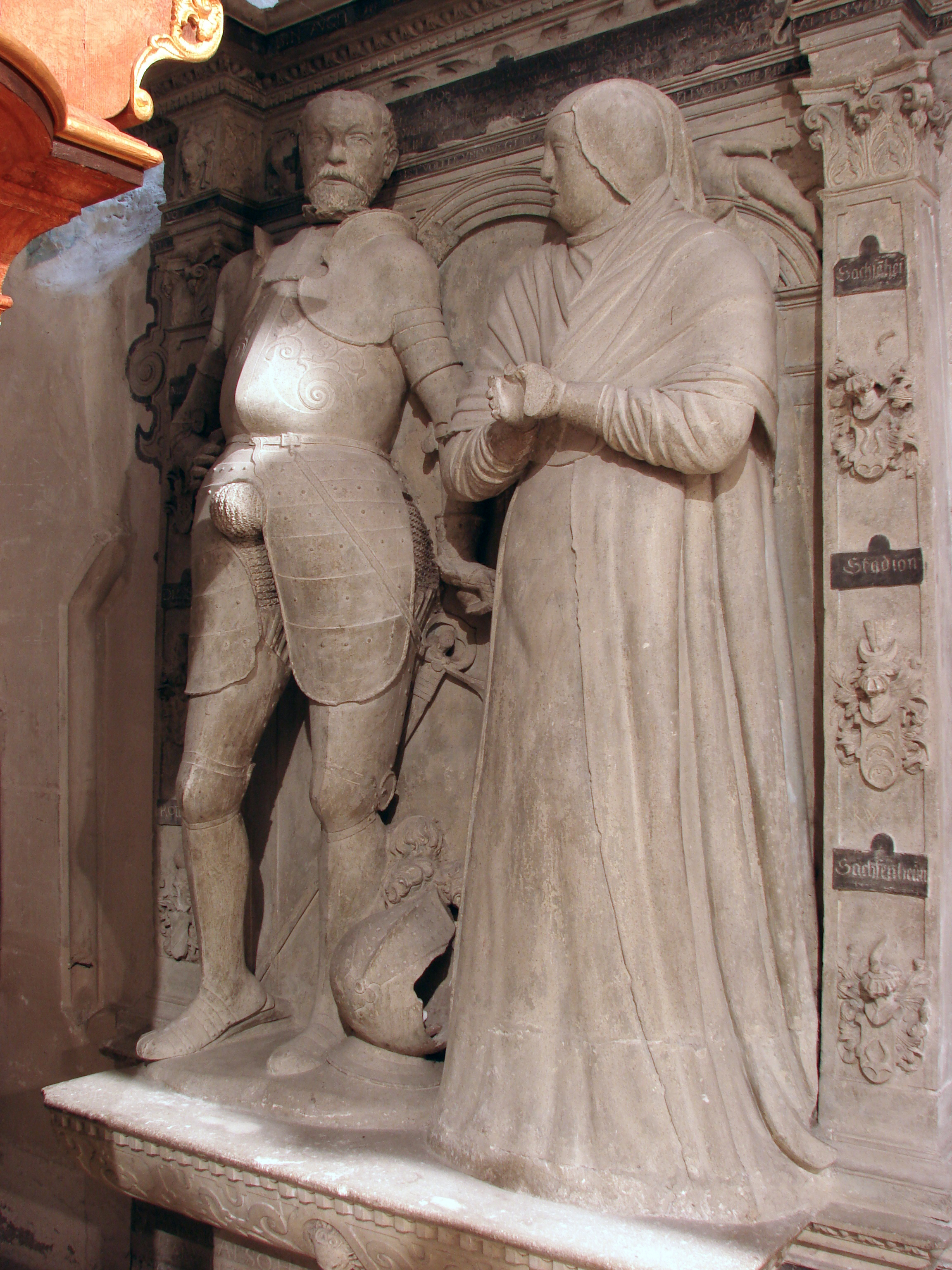
Grabmal Hans Georg von Hallweil († 1593) und Ehefrau Maria Magdalena geb. von Freyberg
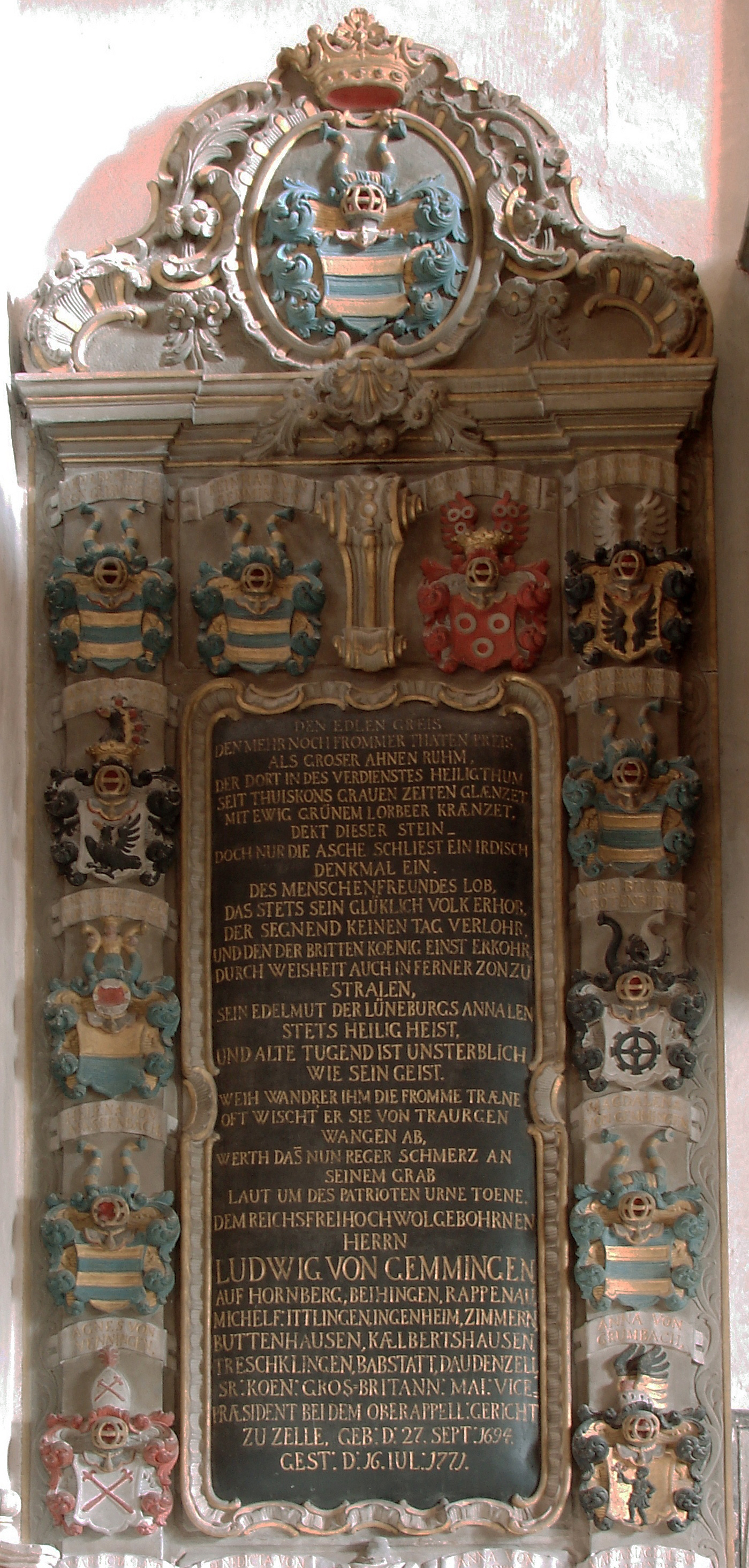
Grabmal Ludwig von Gemmingen († 1771)

## Kirchturmuhr

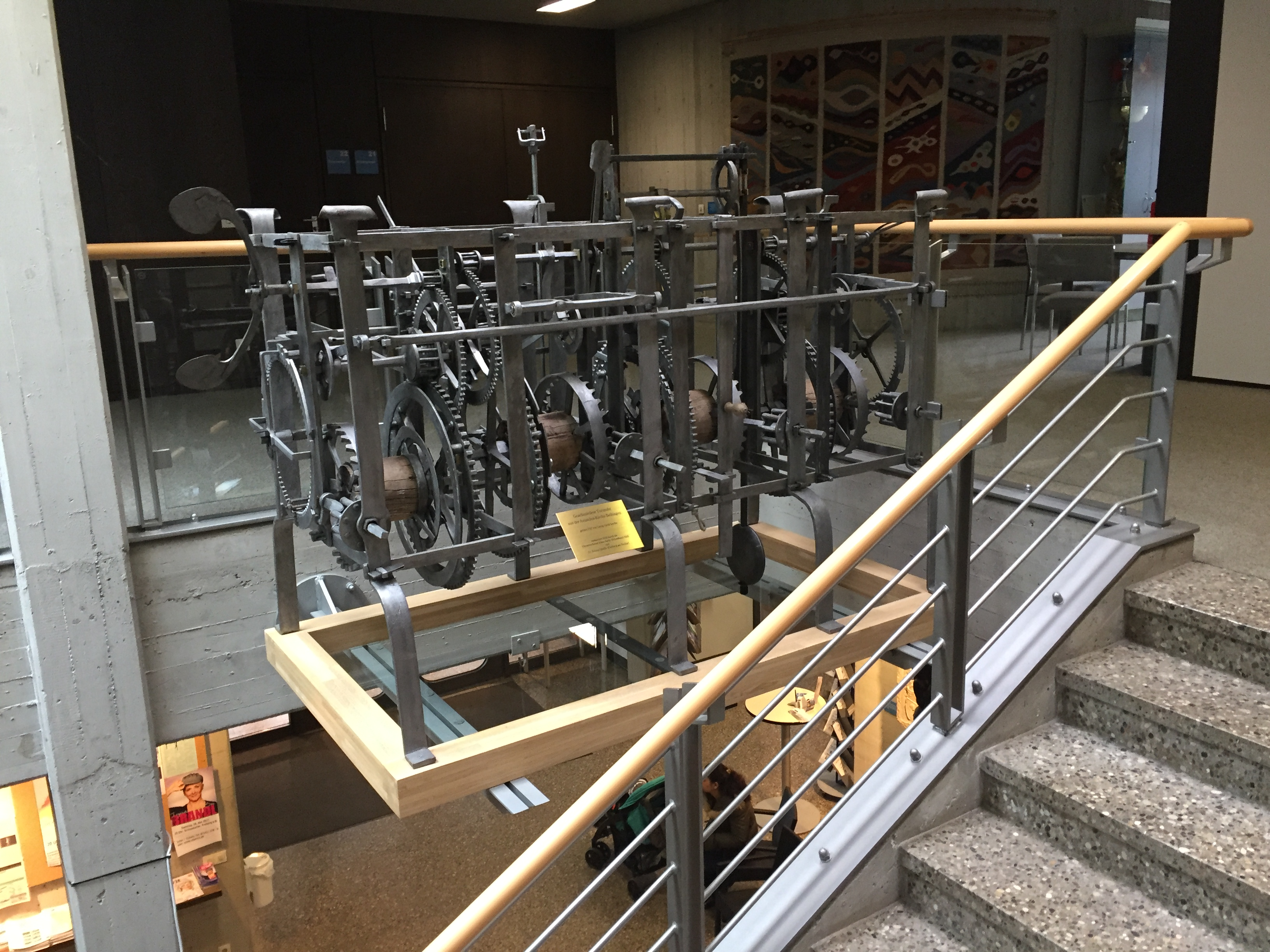
Altes Uhrwerk der Amanduskirche

Das alte Uhrwerk der Kirchturmuhr stammte aus der Mitte des 18. Jahrhunderts. Es war in der Werkstatt des Großbottwarer Uhrmachers und Schlossers Georg Daniel Seyffer gefertigt worden. 1856 wurde es durch den Ludwigsburger Uhrmacher Bauer instand gesetzt. Letztlich konnte es nur durch zahlreiche teure Reparaturen in Gang gehalten werden, sodass 1938 eine neue Uhr mit elektrischem Uhrwerk angeschafft wurde. Seitdem verwahrloste das alte Uhrwerk in Lagerräumen.
Es hat ein Gehwerk und drei Schlagwerke. Vom Viertelstundenschlag wurde über einen Hebel das Schlagwerk der Stunde ausgelöst. Als besonderen Komfort hat das Stundenwerk einen Nachschlag mit einem anderen Glockenschlag. So konnten die Anwohner, durch den ersten Stundenschlag aufmerksam geworden, beim Nachschlag konzentriert mitzählen. Bemerkenswert ist auch die hervorragende Schmiedearbeit. Das Gestell ist fast nur mit Keilen versteift; es gibt kaum Schrauben.
2015 stellten der Freiberger Uhrenliebhaber Helmut Meffle und der Uhrenspezialist Klaus Keith aus Schwäbisch Hall das Uhrwerk in gemeinsamer Arbeit wieder her. Keith hatte früher das Uhrenmuseum in Mainhardt betrieben. Sie zerlegten das alte Uhrwerk, entrosteten die Teile und schützten sie mit einem Wachsüberzug gegen Korrosion. Fehlende Teile wie Pendel, Pendelstange, Pendelfeder und einige Wellen stellte Keith in Handarbeit wieder her. Bei einigen losen Teilen, die nur mit Draht festgebunden waren, musste ausprobiert werden, wo sie hingehören. Auch die Originalgewichte, die 40 kg – 50 kg wogen, fehlten. Sie wurden allerdings nicht ersetzt.
Das Uhrwerk ist nun im Eingangssaal des Freiberger Rathauses ausgestellt, so dass die Mechanik sichtbar ist und erklärt werden kann. Kraft eines noch heute gültigen Vertrages aus dem Jahr 1892 ist die Bürgergemeinde verpflichtet, die Kosten für die Turmuhr zu tragen. Auch die ursprünglichen Kosten waren mit 263 Gulden von der Gemeindepflege getragen worden. Die Pfarrpflege hatte lediglich einen Zuschuss von 50 Gulden bezahlt.